# 布雷勒河畔布万库尔
布雷勒河畔布万库尔（法語：Bouvaincourt-sur-Bresle，法語發音：[buvɛ̃kuʁ syʁ bʁɛl]）是法国上法蘭西大區索姆省的一个市镇，属于阿布维尔区。

## 地理
布雷勒河畔布万库尔（50°1'51"N, 1°29'22"E）面积6.82 平方千米，位于法国上法蘭西大區索姆省，该省份为法国北部沿海省份，北起加来海峡省和北部省，西接滨海塞纳省和大西洋英吉利海峡，南至瓦兹省，东临埃纳省。
与布雷勒河畔布万库尔接壤的市镇（或旧市镇、城区）包括：梅讷利、伊藏格雷梅尔、安什维尔、蓬和马赖、博尚、达尔尼、乌斯特马雷。
布雷勒河畔布万库尔的时区为UTC+01:00、UTC+02:00（夏令时）。

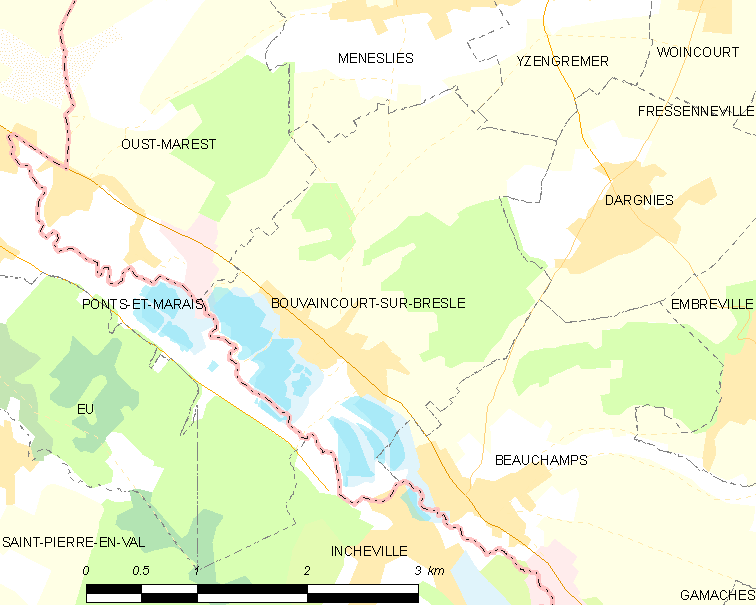
布雷勒河畔布万库尔的OSM定位图

## 行政
布雷勒河畔布万库尔的邮政编码为80220，INSEE市镇编码为80127。

## 政治
布雷勒河畔布万库尔所属的省级选区为加马什县。

## 人口

1962-2008年间布雷勒河畔布万库尔人口变化图示

布雷勒河畔布万库尔于2022年1月1日时的人口数量为800人。